# UGM-133 Trident II
UGM-133A Трайдент II (D5) (англ. UGM-133A Trident II (D5) — «тризуб») — американська триступенева балістична ракета, призначена для запуску з атомних підводних човнів. Розроблена Lockheed Martin Space Systems, Саннівейл, штат Каліфорнія. Ракета має максимальну дальність 12000 км і має головну частину з блоками індивідуального наведення, оснащеними термоядерними зарядами потужністю 475 і 100 кілотонн. Завдяки високій точності БРПЧ здатна ефективно вражати невеликі високозахищені цілі — глибокі бункери та шахтні пускові установки міжконтинентальних балістичних ракет. Станом на 2010 рік «Трайдент II» — єдина БРПЧ, що залишилася на озброєнні ПЧАРБ ВМС США і ВМС Великої Британії. Бойові заряди, розгорнуті на «Трайдент II», становлять 52 % від СЯС США і 100 % — СЯС Великої Британії.
Разом з ракетою «Трайдент I» є частиною ракетного комплексу «Трайдент». У 1990 році прийнята на озброєння ВМС США. Носіями ракетного комплексу «Трайдент» є 14 ПЧАРБ типу «Огайо» (з 24 (20 з 2017 року) ракетами на кожному підводному човні). 1995 року у прийнята на озброєння Королівських ВМС Великої Британії. Ракетами «Трайдент II» озброєні 4 ПЧАРБ типу «Венгард» (з 16 ракетами на кожному підводному човні).
З моменту завершення розробки у 1989 році було здійснено 215 випробувальних запусків ракети D5, з них успішних 191, останній з яких відбувся з борту підводного човна USS Maine (SSBN-741) у лютому 2020 року. Було менше 10 невдалих випробувальних запусків, останній невдалий запуск відбувся з борту HMS Vanguard біля узбережжя Флориди в січні 2024 року. D5 є шостим поколінням ракет, розгорнутих з моменту початку програми морського ядерного стримування 60 років тому. Версія Trident D5LE (LE — Life-Extension, продовження терміну служби) залишатиметься на озброєнні до 2042 року.

## Історія розробки
Чергова трансформація поглядів американського політичного керівництва на перспективи ядерної війни почалася приблизно з другої половини 1970-х років. Більшість вчених дотримувалися думки, що для США смертельним буде навіть радянський ядерний удар у відповідь. Тому була прийнята теорія обмеженої ядерної війни для Європейського театру воєнних дій. Для її реалізації були необхідні нові ядерні озброєння.

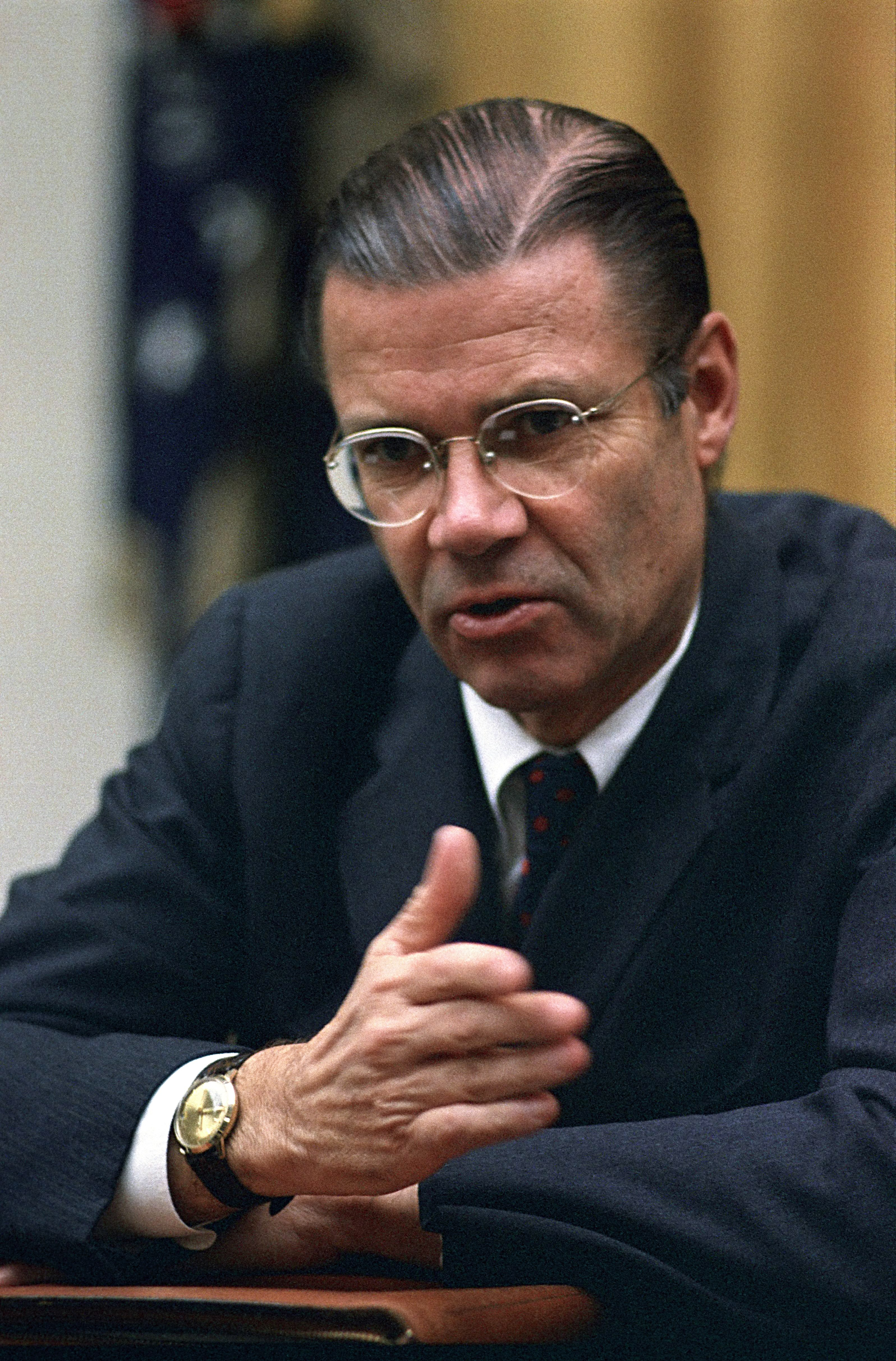
Роберт Макнамара. 1967

Міністерством оборони США ще 1 листопада 1966 а була розпочата дослідницька робота зі стратегічних озброєнь STRAT-X. Спочатку метою програми була оцінка проєкту нової стратегічної ракети запропонованої ПС США — майбутньої MX. Проте під керівництвом міністра оборони Роберта Макнамари були сформульовані правила оцінки, згідно з якими одночасно повинні оцінюватися пропозиції інших родів військ. При розгляді варіантів проводився розрахунок вартості створюваного комплексу озброєнь з урахуванням створення всієї інфраструктури базування. Проводилася оцінка кількості бойових зарядів, що виживуть після ядерного удару супротивника. Отримана вартість бойових зарядів, що виживуть, була основним критерієм оцінки. Від ПС США, крім МБР з розгортанням в шахті підвищеної захищеності, поступив на розгляд варіант використання нового бомбардувальника Б-1 «Лансер».
ВМС США запропонували систему стратегічного озброєння ULMS (англ. Undersea Long-range Missile System). Основою системи були підводні човни з новими ракетами збільшеної дальності EXPO (англ. EXpanded «POseidon»). Дальність ракети дозволяла випускати весь боєкомплект одразу після виходу з бази.
Програма ULMS виграла конкурс STRAT-X. Міністром оборони США було схвалено рішення координаційного комітету ВМС (англ. Decision Coordinating Paper (DCP) No. 67) № 67 від 14 вересня 1971 по ULMS. Був затверджений поетапний розвиток програми. На першому етапі в рамках програми EXPO створювалася ракета збільшеної дальності в габаритах ракети «Посейдон» і розробка нової ПЧАРБ типу «Огайо». А в рамках другого етапу ULMS II — створення ракети великих габаритів з підвищеною дальністю. Рішенням міністра від 23 грудня 1971 в бюджет ВМС був закладений прискорений графік робіт з планованим розгортанням ракет в 1978 році.
З травня 1972 року замість абревіатури UMLS для позначення програми стали використовувати термін «Трайдент». Відповідно ракета, яка мала бути створена на першому етапі — EXPO (англ. EXpanded «POseidon»), отримала найменування «Трайдент I C4», а створена на другому етапі робіт ракета більшої дальності — «Трайдент II D5» (англ. Trident II D5).
Спочатку, з метою зниження вартості та прискорення термінів робіт, розглядалися три варіанти реалізації «Трайдент II»:
- подовжений варіант C4 — ракета діаметром 1,8 метри (71 дюйм) із збільшеною довжиною ступенів;
- перший ступінь із збільшенням діаметра до 2,1 метра (84 дюймів), а другий і третій ступені від C4;
- базовий варіант — ракета діаметром 2,1 метра (84 дюйма).

В 1974 році у був затверджений план робіт. Роботи мали розпочатись в 1974 році з прийняттям ракети на озброєння в 1985 році.
Строки початку робіт неодноразово відкладалися через проблеми з фінансуванням. Реалізовувати програму НДДКР розпочали тільки в жовтні 1977 року. Головним підрядником з розробки ракети стала фірма Lockheed Missiles and Space Company. Бюджет програми постійно скорочувався (так в 1979 фінансовому році було виділено всього 5 мільйонів доларів замість запланованих 15). З 10 лютого 1975 а за директивою міністра оборони розглядалися варіанти уніфікації з армійською ракетою MX Піскіпер аж до розробки єдиної ракети. Цей варіант також наполегливо рекомендувався Конгресом. Нарешті, в грудні 1979 року було вирішено відмовитися від уніфікації ракет, оскільки економія коштів (близько 300 мільйонів доларів) не компенсувала значне погіршення тактико-технічних характеристик.
Все це призвело до того, що терміни прийняття ракети на озброєння постійно відкладалися. Після серії випробувань, ракета була прийнята на озброєння в 1990 році.

## Участь Великої Британії

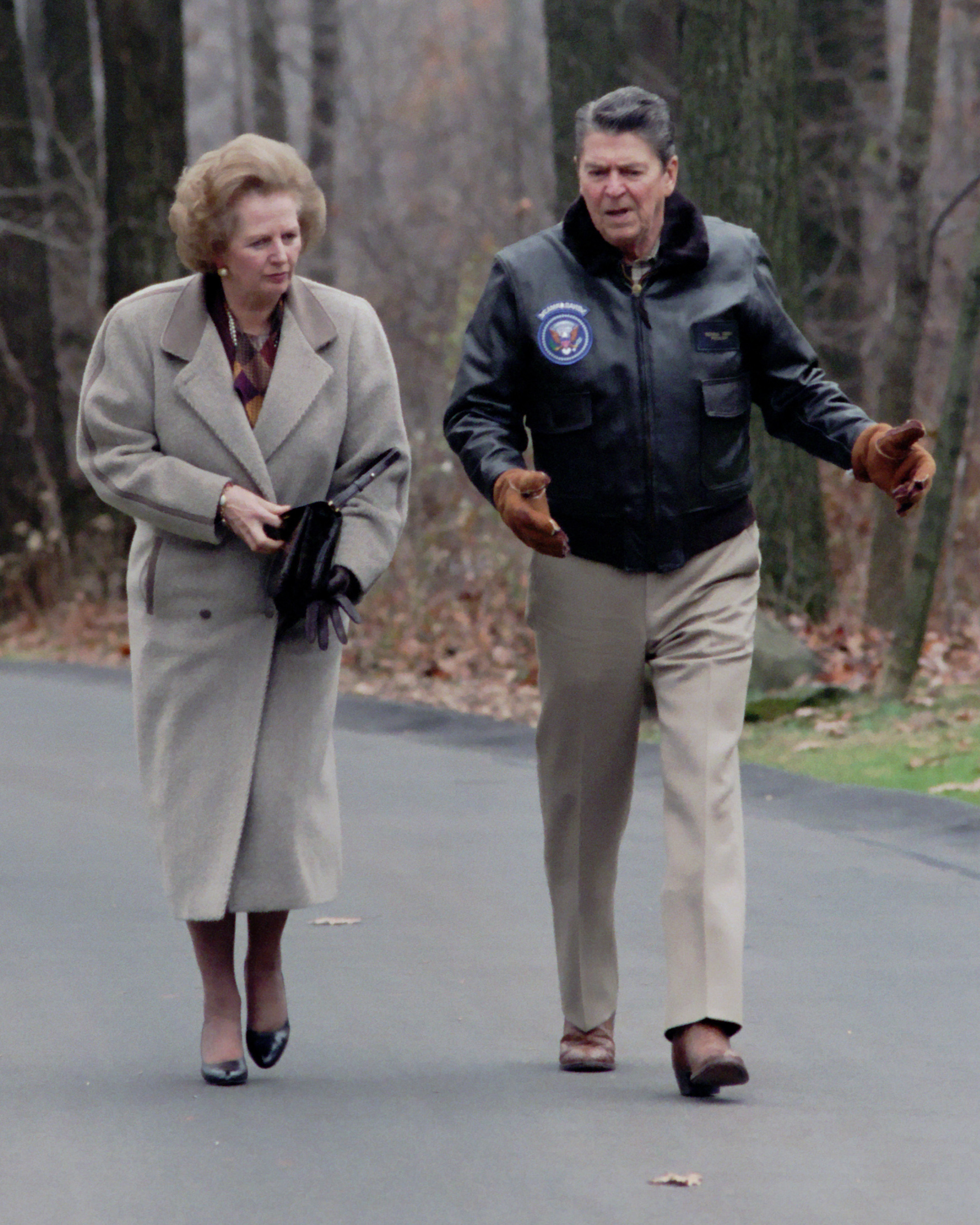
Маргарет Тетчер і Рональд Рейган

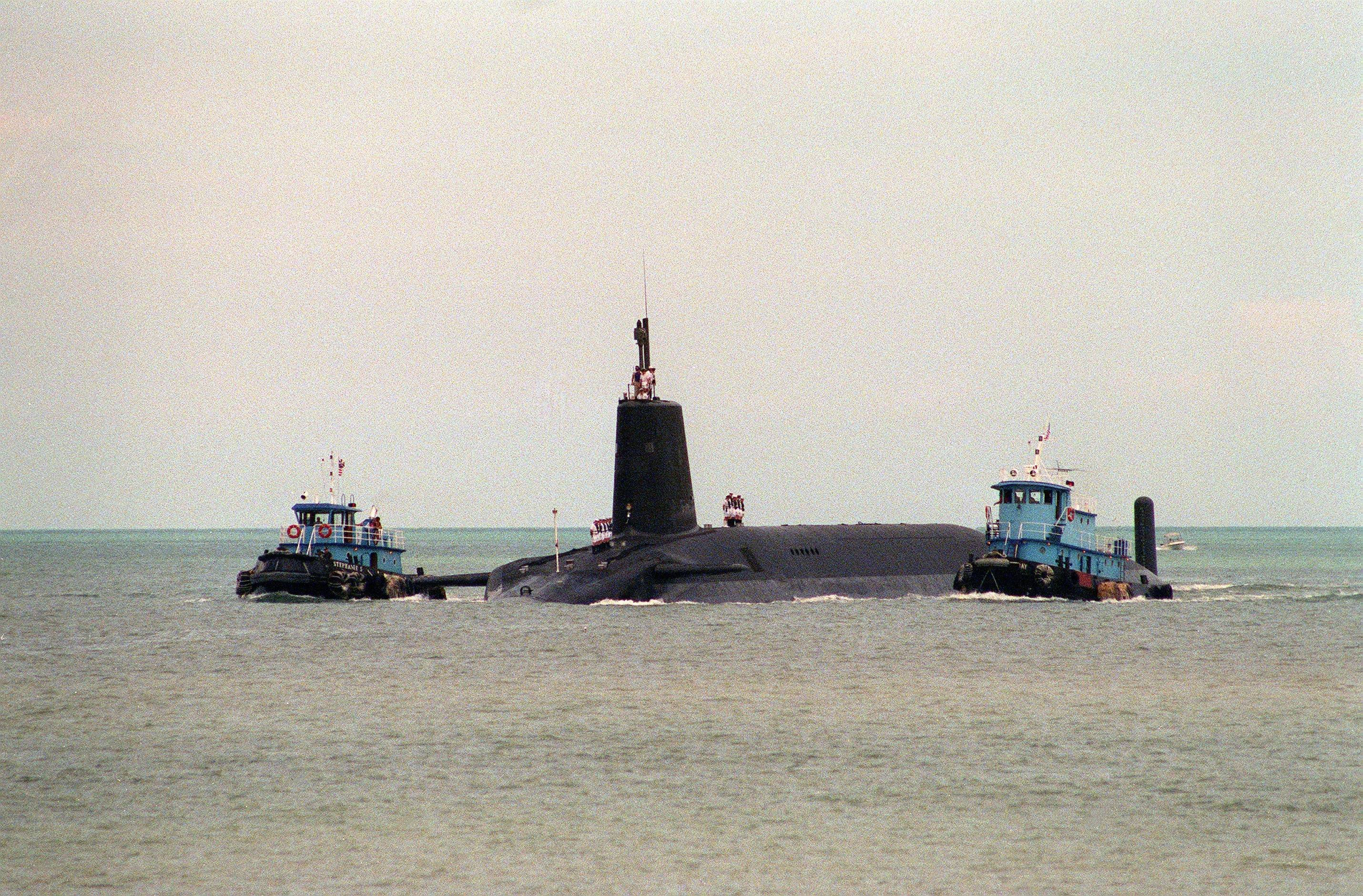
Перший підводний човен типу «Вангард»

Для придбання королівським ВМС системи «Трайдент» було використано угоду між США і Великою Британією з продажу ракетної системи Поларіс (англ. Polaris Sales Agreement). Британія закупила ракети системи «Трайдент» для установки на своїх ПЧАРБ типу «Вангард».
Прем'єр-міністр Великої Британії Маргарет Тетчер 10 липня 1980 року написала президенту США Картеру лист з проханням затвердити поставки «Трайдент I С4». Проте в 1982 році Тетчер направила президенту Рейгану прохання Сполученого Королівства розглянути можливість придбання системи «Трайдент II D5». Цей дозвіл було отримано від США в березні 1982 року. Відповідно до цієї угоди крім вартості самих ракет, Велика Британія зобов'язана була сплатити 5 % вартості устаткування, необхідного для НДДКР. Через спеціальний фонд (англ. Polaris Trust Fund) в рамках цих зобов'язань було переведено 116 000 000 доларів. Придбані Великою Британією ракети були оснащені бойовими блоками власної розробки. Технічне обслуговування та модернізація ракет в процесі експлуатації здійснюються фахівцями із США.

## Конструкція

1 — аеродинамічна голка (в складеному положенні); 2 — двигун третього ступеня, 3 — носовий ковпак, 4 — бойові блоки W88/Mk5; 5 — носовий обтічник; 6 — відсік устаткування, включаючи бойову ступінь; 7 — двигун другого ступеня; 8 — перехідний відсік; 9 — двигун першого ступеня

### Конструкція маршових ступенів
Ракета «Трайдент-2» — триступенева, з розташуванням ступенів типу «тандем». Довжина ракети 13 530 мм (532,7 дюйма), максимальна стартова маса 59 078 кг (130 244 фунтів). Всі три маршові ступені оснащені РДТП. Перший і другий ступінь мають діаметр 2108 мм (83 дюйми) і з'єднані між собою перехідним відсіком. Носова частина має діаметр 2057 мм (81 дюйм). Включає в себе двигун третього ступеня, що займає центральну частину головного відсіку і ступінь розведення з бойовими блоками розташовану навколо нього. Від зовнішніх впливів носова частина закрита обтічником і носовим ковпаком з розсувною телескопічною аеродинамічною голкою.
Двигуни першого та другого ступенів розроблялися спільним підприємством створеним фірмами Hercules Inc і Thiokol. Корпуси двигунів першого і другого ступеня є одночасно корпусом відповідних ступенів і виготовлені з вуглець-епоксидного композиту. Двигун третього ступеня був розроблений фірмою United Technologies Corp. І спочатку був побудований з кевлар-епоксидного композиту. Але в процесі виробництва, після 1988 року, його також стали виготовляти з вуглець-епоксидного композиту. Це додало дальності (за рахунок зменшення маси корпусу) і усунуло виникнення електростатичних потенціалів пари вуглець/кевлар.
В РДТП «Трайдент-2» застосовується сумішеве ракетне паливо. 75 відсотків палива складають тверді компоненти — октоген, алюміній, і перхлорат амонію. Як зв'язуюча речовина використані поліетиленгліколь, нітроцелюлоза, нітрогліцерин, та гексадіізоціанат. Відмінності від палива «Трайдент-1» полягають у застосуванні поліетиленгліколю (PEG) замість полигликоль адипату (PGA). Це дозволило збільшити відсоток твердих речовин з 70 до 75. Паливо отримало позначення PEG/NG75. Виробник палива фірма Joint Venture дала йому позначення NEPE-75 (від англ. Nitrat Ester Plasticized Polyether — поліефір, пластифікований ефіром азотної кислоти).
Двигуни всіх трьох ступенів мають хитке втоплене сопло полегшеної конструкції з композитного матеріалу на основі графіту. На відміну від застосованих на «Трайдент-1» сегментованих соплових вставок з піролітичного графіту, в соплах на «Трайдент-2» застосована стійкіша до зносу при підвищених температурах цільна вставка з вуглець-вуглецевого композиту.
На всіх трьох ступенях керівне зусилля по тангажу і рисканню здійснюється за рахунок управління вектором тяги за допомогою відхилення сопел. Управління куту крену не ведеться. Його коригування проводиться при роботі рухової установки блоку розведення. Кути повороту сопел підібрані на основі необхідних зусиль для коригування траєкторії і не перевищують 6–7°. Зазвичай, максимальне відхилення становить 2–3° при включенні двигуна після виходу з води. Під час решти польоту зазвичай не перевищує 0,5°.
Тяга двигуна першого ступеня — 91 170 кгс. Після включення двигуна першого ступеня ракета піднімається вертикально і починає відпрацьовувати програму польоту. Час роботи двигуна першого ступеня 65 секунд. На висоті близько 20 км, після виключення двигуна першого ступеня, відбувається відстріл першого ступеня і включення двигуна другого ступеня. Цей двигун також працює 65 секунд, після чого відбувається його виключення і запуск двигуна третього ступеня. Через 40 секунд, відбувається відключення двигуна третього ступеня, його відокремлення і починається етап розведення боєголовок.
Головний обтічник захищає ракету при русі у воді і щільних шарах атмосфери. Відділення обтічника проводиться під час роботи другого ступеня. Відведення обтічника з траєкторії ракети проводиться за допомогою твердопаливних двигунів. Для зменшення аеродинамічного опору в щільних шарах використовується розсувна телескопічна аеродинамічна голка. Конструктивно вона являє розсувну штангу з 7 частин з диском на кінці. До старту голка в складеному стані знаходиться в головному обтічнику в ніші двигуна третього ступеня. Її висунення відбувається за допомогою порохового акумулятора тиску на висоті близько 600 метрів протягом 100 мс. Застосування голки дозволило значно збільшити дальність польоту ракети. Для ракети «Трайдент-1» прибавка дальності склала 550 км.

### Конструкція головної частини

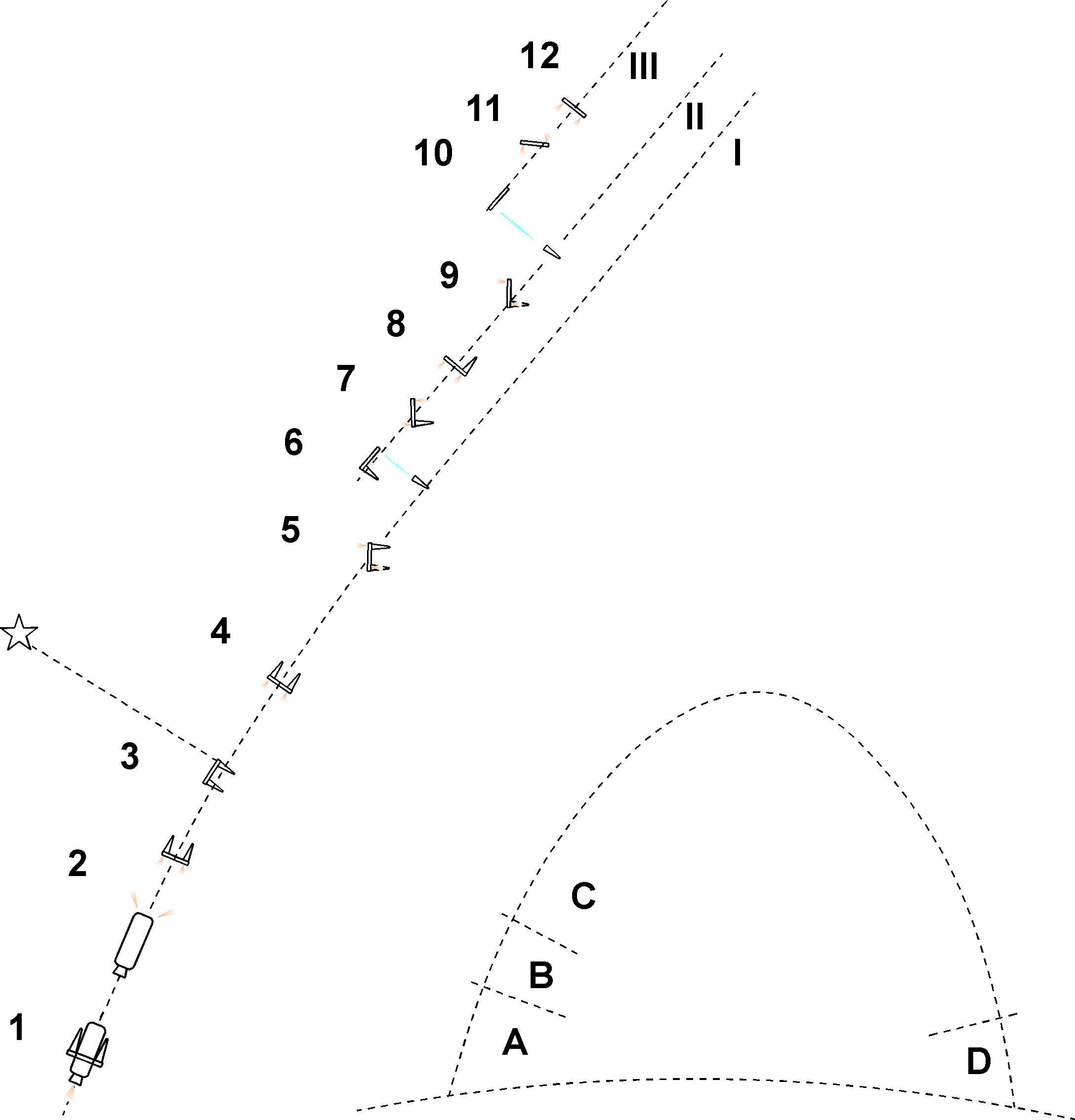
Схема польоту ракети «Трайдент-2» на ділянці розведення бойових блоків (умовно показані тільки 2 бойових блоки)
1 — закінчення роботи третьої ступені;
2 — відокремлення третього ступеня і блоку розведення;
3 — орієнтація блоку розведення, отримання даних системою астрокорекції (астровізирування);
4 — орієнтація ступені розведення, розгін до необхідної швидкості;
5 — розворот;
6 — відділення бойового блоку, включаючи бойову ступінь (умовно показано розташування блоку розведення на траєкторії польоту другого бойового блоку, насправді він виходить на неї протягом роботи на ділянці 8);
7 — розворот;
8 — повна тяга, розгін до швидкості, необхідної для відділення 2-го ББ;
9 — розворот;
10 — відокремлення 2-го ББ;
11 — розворот;
12 — відведення блоку розведення з траєкторії польоту ББ
I — траєкторія польоту першого бойового блоку;
II — траєкторія польоту другого бойового блоку;
III — траєкторія польоту блоку розведення
A — активна ділянка траєкторії, робота перших трьох ступенів.
B — ділянка розведення бойових блоків, робота блоку розведення;
C — пасивна ділянка, політ бойових блоків по балістичній траєкторії;
D — ділянка польоту в щільних шарах атмосфери.

Головна частина ракет розроблялася фірмою «Дженерал Електрик». До її складу крім раніше зазначених обтічника і РДТП третього ступеня входять приладовий відсік, бойовий відсік і рушійна установка. В приладовому відсіку встановлюються системи управління, розведення боєголовок, джерела електроживлення та інше обладнання. Система управління контролює роботу всіх трьох ступенів ракети і ступені розведення.
ЕОМ і керуючі ланцюги, що входять в систему управління Mk6, розміщені в блоці в нижній частині приладового відсіку. Також в задній частині ступені розведення розташований другий блок у складі гіростабілізованої платформи (два гіроскопи, три акселерометри й датчики системи астрокорекції) та системи термостатування. У верхній частині приладового відсіку розташована система розведення боєголовок. Ця система виконує подачу команд на маневрування бойової ступені, вводить дані в системи підриву боєголовок (висоту підриву), проводить їх зведення і подає команду на відділення бойових блоків.
До складу рушійної установки ступеня розведення входять чотири газогенератора і 16 «щілинних» сопел. Для розгону ступеня розведення і його стабілізації за тангажем та рисканням призначені чотири сопла розташованих на верхній частині і чотири на нижній. Решта вісім сопел призначені для створення керувальних зусиль за креном. Газогенератори були розроблені фірмою «Atlantic research», являють собою порохові газогенератори з питомим імпульсом порядку 236 с і об'єднані в два блоки. Блок «А» у складі двох газогенераторів починає роботу після відділення РДТП третього ступеня. Блок «Б» з ще двох газогенераторів вмикається після припинення роботи блоку «А». Витік газу з сопел проводиться постійно. Керуючі зусилля виникають за рахунок перекриття/розкриття частини сопел.
У порівнянні зі схемою роботи ступені розведення ракети «Трайдент-1», на «Трайдент-2» введено ряд удосконалень. На відміну від польоту С4, на ділянці розгону бойові блоки дивляться «вперед». Після відділення РДТП третього ступеня відбувається орієнтація ступеня розведення в положення необхідне для астрокорекції. Після цього на підставі уточнених координат бортовий комп'ютер проводить розрахунок траєкторії, ступінь орієнтується блоками вперед і відбувається розгін до необхідної швидкості. Ступінь розвертається і відбувається відокремлення одного бойового блоку, зазвичай вниз по відношенню до траєкторії під кутом 90 градусів. В тому випадку, якщо блок, що відокремлюється, перебуває в полі дії одного з сопел, воно перекривається. Три інших сопла, що працюють, починають розворот бойового ступеня. Тим самим знижується вплив на орієнтацію бойового блоку рушійної установки, що підвищує точність. Після орієнтування по ходу польоту починається цикл для наступного бойового блоку — набирання швидкості, розворот та відокремлення. Ця процедура повторюється для всіх боєголовок. В залежності від відстані району пуску до цілі і траєкторії ракети боєголовки досягають об'єктів ураження через 15-40 хвилин після запуску ракети.
У бойовому відсіку можуть розміщуватися до 8 боєголовок W88 потужністю 475 кт або до 14 W76 потужністю 100 кт. При максимальному навантаженні ракета здатна закинути 8 блоків W88 на відстань 7838 км.
За результатами випробувань блоку W76 в конструкцію W88 був внесений ряд змін. В конструкції носового обтічника застосований носок з вуглець-вуглецевого композиту з металізованим центральним стрижнем. Внаслідок цього, при проході через щільні шари атмосфери відбувається рівномірніша абляція матеріалу носка і знижується відхилення бойового блоку.
Ці вдосконалення, а також застосування на ракеті апаратури астрокорекції разом з підвищенням ефективності навігаційної системи ПЧАРБ дозволило отримати для блоків W88 КІВ 120 метрів. При використанні в ІНС для корекції координат системи NAVSTAR КІВ досягає 90 метрів.
При ураженні ракетних шахт противника використовується так званий спосіб «2 по 1» — націлювання на одну шахту МБР двох бойових блоків з різних ракет. При цьому ймовірність ураження цілі становить 0,95. Виробництво блоків W88 було обмежено 400 одиницями. Тому більшість ракет озброєні ББ W76. При використанні двох менш потужних блоків при способі «2 по 1» ймовірність виконання завдання знижується до 0,84.
Британські боєголовки розроблялися лабораторією Atomic Weapons Establishment в Aldermaston. Розробка велася за активної участі фахівців із США. Ці боєголовки конструктивно подібні до боєголовок W-76. Згідно з непідтвердженими даними в британській боєголовці використовується корпус Mk4 від бойового блоку W-76, а британські фахівці займалися розробкою ядерного бойового заряду. На відміну від американських боєголовок британські мають три варіанти підриву — 0,3 кт, 5–10 кт і 100 кт.

### Система зберігання і пуску ракет
Для ракети «Трайдент II», традиційно для американського флоту, застосований «сухий» метод старту — з сухої ракетної шахти, без заповнення її водою. На ПЧАРБ «Огайо», озброєних комплексом «Трайдент II», встановлена система зберігання і пуску ракет Mk35 mod 1. Система складається з шахтних пускових установок, підсистеми викиду ракети, підсистеми контролю і управління пуском і навантажувального обладнання ракет. Ракетна шахта являє собою сталевий циліндр, жорстко закріплений в корпусі човна. З метою можливості установки «Трайдент II» ракетна шахта в порівнянні з попередніми човнами типу «Лафайет» була збільшена (діаметр становить 2,4 метра, а довжина 14,8 метрів). Шахта згори зачиняється кришкою з гідравлічним приводом. Кришка забезпечує герметизацію шахти і розрахована на той же тиск, що і корпус човна. Пускова установка має чотири контрольно-налагоджувальних люки для проведення оглядів. Один люк розташований на рівні першої палуби ракетного відсіку. Два люки, призначені для доступу до приладового відсіку і гнізда — на рівні другої палуби. Ще один люк, для доступу до підракетної камери, розташований на рівні четвертої палуби. Спеціальний механізм блокування забезпечує захист від несанкціонованого проникнення і управляє відкриттям кришки і технологічних лючків.
Всередині шахти встановлюється пусковий стакан й устаткування подачі парогазової суміші. Пусковий стакан накривається мембраною, яка запобігає потраплянню води всередину при відкриванні кришки під час старту. Мембрана має куполоподібну форму і виготовляється з фенольної смоли, армованої азбестом. При запуску ракети, за допомогою встановлених на її внутрішній стороні профільованих зарядів вибухової речовини, мембрана розбивається на центральну і кілька бічних частин. Пускова шахта оснащена штекерним роз'ємом нового типу, призначеним для з'єднання ракети з системою управління стрільбою, автоматично від'єднується в момент пуску ракети.
Перед пуском в шахті створюється надлишковий тиск. У кожній шахті для формування парогазової суміші встановлено пороховий акумулятор тиску (ПАТ). У пусковій установці змонтовано патрубок для подачі парогазової суміші і підракетна камера, в яку надходить парогаз. Газ, виходячи з ПАТ-у, проходить через камеру з водою, частково охолоджується і, вступаючи в нижню частину пускового стакану, виштовхує ракету з прискоренням порядку 10g. Ракета виходить із шахти зі швидкістю приблизно 50 м/с. При русі ракети вгору відбувається розрив мембрани і в шахту починає надходити забортна вода. Кришка шахти зачиняється автоматично після виходу ракети. Вода з шахти викачується в спеціальну замісну цистерну. Для утримання підводного човна в стабільному положенні і на заданій глибині здійснюється управління роботою гіроскопічних стабілізуючих пристроїв і перекачування водного баласту.
Пуск ракет може здійснюватися з 15–20-секундним інтервалом з глибини до 30 метрів, при швидкості ходу близько 5 вузлів і хвилюванні моря до 6 балів. Всі ракети можуть бути випущені в одному залпі, але випробувальні пуски всього боєкомплекту ніколи не відбувались.
У воді відбувається некерований рух ракети і після виходу з води за даними сигналу давальника прискорень включається двигун першого ступеня. В штатному режимі включення двигуна відбувається на висоті 10–30 метрів над рівнем моря.

### Система управління ракетною стрільбою
Система управління ракетної стрільбою призначена для розрахунку даних стрільби і введення їх в ракету, здійснення передстартової підготовки, контролю процесу пуску ракет і подальших операцій, забезпечення можливості навчання особового складу проведення ракетних стрільб в режимі тренажера.
На ПЧАРБ типу «Огайо» встановлена система управління стрільбою Mk 98. Система дозволяє здійснювати перенацілення ракет в процесі патрулювання ПЧАРБ. При цьому можливо як використання підготовленої програми польоту, так і вироблення нової програми польоту ракети по переданим на човен координатам цілей. Переведення всіх ракет в стан хвилинної готовності до старту здійснюється протягом 15 хвилин. Під час передстартової підготовки можливе перенацілення одночасно всіх ракет.
Система управління ракетної стрільбою включає в себе дві основні ЕОМ, периферійні ЕОМ, пульт управління ракетною стрільбою, лінії передачі даних і допоміжне обладнання. Основні ЕОМ призначені для вирішення завдань щодо складання програм польоту ракет і управління ракетним комплексом. Периферійні ЕОМ забезпечують зберігання і додаткову обробку даних, їх відображення і введення в основні ЕОМ.Пульт управління ракетною стрільбою розташований в центральному пості підводного човна і призначений для контролю всіх етапів передстартової підготовки, подачі команди на пуск і контролю післяпускових операцій.

## Випробування

### Засоби забезпечення випробувань
Так само, як і для всіх інших американських БРПЧ, льотно-конструкторські випробування з наземного стенда ракет «Трайдент-2» проводилися на Східному ракетному полігоні (він же ракетно-космічний центр імені Джона Кеннеді). Основні споруди полігону розташовані на мисі Канаверал півострова Флорида і займають площу близько 400 км². До його складу входять центр обробки даних, зона збирання і перевірки ракет і стартові комплекси. Спеціально для випробувань нової ракети був побудований стартовий комплекс № 46 (Launch complex 46 — LC46).
Центр обробки даних, в цілях безпеки, розташований за 7 км від стартового комплексу і служить для аналізу даних, що знімаються на всіх стадіях випробування — при передстартовій перевірці, при запуску, в польоті і в момент приводнення. У зоні збирання знаходяться дві будівлі, в яких може одночасно проводитися збирання двох ракет і тестування однієї. До складу стартового комплексу входять пускова установка, рухлива 20-метрова ферма для забезпечення доступу до ракети при передстартовій підготовці, підйомний кран і підземні приміщення з апаратурою і допоміжним обладнанням. Всі споруди стартового комплексу пов'язані між собою і з зоною складання ракет залізничними коліями.
За 150 кілометрів на південь від пускового комплексу, в районі національного парку Джонатан Дікінсон, розташована система контролю FTSS-2 (англ. Flight Test Support System), призначена для зняття телеметричної інформації про роботу вузлів ракети під час льотних випробувань. Вона служить також для зв'язку із засобами, які проводять спостереження за польотом ракети. Для отримання даних про координати польоту ракети використовуються різні технічні засоби, в тому числі супутникова навігаційна система НАВСТАР.
Траса польоту ракет що запускаються з Східного полігону США починається з мису Канаверал і тягнеться на південний схід уздовж гряди Багамських островів, над островом Гранд-Терк (1280 км від стартового майданчика), Пуерто-Рико (1600 км), вздовж узбережжя Гвіани (3500 км), Бразилії (6000 км), через Атлантичний океан до мису Доброї Надії на південному узбережжі Африки (12000 км) і через Індійський океан в Антарктику (20000 км). Уздовж траси польоту ракети розташовують засоби, що стежать за польотом ракети. До них належать наземні станції, надводні судна та літаки. 25 наземних станцій спостереження обладнані теодолітними установками із спеціальними кінознімальними апаратами. Ці станції дозволяють проводити вимірювання координат ракети з максимальною похибкою, що не перевищує 140 мм на 1 км відстані, що дозволяє їм спостерігати за об'єктом розмірами з футбольний м'яч на відстані 13 км.
Наприкінці 1980-х років до Східного полігону приписані два спеціальні судна стеження за польотами космічних об'єктів і ракет «Рендж сентінел» (T-AGM-22)і «Редстоун» (T-AGM-20). Кораблі стеження мають спеціальне обладнання для прийому інформації від телеметричних та оптичних засобів. Стеження за польотами балістичних ракет також здійснюється з літаків, що базуються на авіабазі Патрік (штат Флорида). Для виконання цих завдань залучають літаки ЄС-135 ARIA (англ. Advanced Range Instrumentation Aircraft) і EC-18B ARIA .
При проведенні пусків з підводного човна ракетоносій прибуває на тимчасовий пункт базування Порт-Канаверал. Тут обладнано спеціальні причали для стоянки ПЧАРБ. Керівництво пуском здійснюється з центру управління полігоном. Підводний човен в супроводі судна стеження займає місце в 30–50 морських милях на схід від мису Канаверал. За допомогою судна стеження здійснюється координація взаємодії засобів забезпечення та ракетного човна, управління ПЧАРБ, контроль його точного місця розташування та забезпечення навігаційної безпеки.

### Програма проведення випробувань
За програмою випробувань «Трайдент-2 D5» спочатку планувалося двадцять пусків зі стартового майданчика LC46 на мисі Канаверал (Research and development launch — R&D) та 10 пусків з ПЧАРБ типу «Огайо» в підводному положенні (performance evaluation missile launch — PEM). Льотні випробування почалися в січні 1987 року і тривали до 1989 року. Ця програма була скорочена до 19 R&D і 9 PEM .
Програма льотних випробувань почалася в січні 1987 року. З 15 запусків проведених до вересня 1988 року, 11 були визнані повністю успішним, один частково успішним, 2 невдалими і один запуск був визнаний позатестовим (під час 15-го запуску всі показники були в нормі, але було ухвалено рішення про знищення ракети). Попри великий відсоток вдалих пусків в кожному з невдалих запусків були виявлені нові проблеми на різних етапах польоту ракети.
Під час сьомого запуску, який був визнаний частково успішним, була виявлена проблема в системі управління. Відмовив один з клапанів, керуючий потоком гарячих газів в системі відхилення двигуна першого ступеня. За результатами телеметрії було визначено що клапан перегрівся або забруднився і залишився в зачиненому положенні.
Під час дев'ятого запуску на 14 секунді роботи третього ступеня ракета втратила керування і самоліквідувалася. За результатами аналізу було виявлено що вийшов з ладу одне із джерел живлення, що призвело до відмови в роботі бортового комп'ютера. Ця проблема була вирішена шляхом незначних змін в бортовому комп'ютері і надалі проблема не виникала.
В ході 13-го стартує виникла проблема пов'язана з системою відхилення вектора тяги. Внаслідок цього ракета відхилилася від розрахункової траєкторії і була знищена за командою з землі на 55 секунді польоту.
Під час 15-го запуску було ухвалено рішення про ліквідацію ракети, хоча всі системи ракети працювали справно. Позначилося випадковий збіг декількох факторів. Специфіка траєкторії польоту, несприятливі погодні умови та динаміка польоту ракети привели до того, що ракета вийшла за межі коридору безпеки. І офіцер, що керував польотом, ухвалив рішення про ліквідацію ракети. Цей запуск був визнаний «не заліковим».
Навесні 1989 року розпочався наступний етап випробувань — з ПЧАРБ в підводному положенні. Пуски здійснювалися з борту нової SSBN 734 «Теннессі» типу «Огайо». Перший запуск PEM-1 був здійснений 21 березня 1989 року і закінчився невдачею. Також невдалим був PEM-4. Було виявлено негативний впливу на сопловий блок першого ступеня водяного стовпа, що виникає при включенні РДТП після виходу ракети з води. Конструкторам довелося внести зміни в конструкцію першого ступеня і пускової шахти. Ціною цього рішення стало зниження дальності польоту. Після доопрацювання ракети програму випробувань продовжили. За весь час випробувань було виконано 28 пусків, з них 4 скінчилися невдачею, а 1 визнано «не тестовим».
Ракета була прийнята на озброєння в 1990 році. 129 поспіль успішний запуск (починаючи з 4 грудня 1989 року) був проведений 4 вересня 2009 року з борту ПЧАРБ ВМС США «Вест Вірджинія». Серія успішних запусків була продовжена 19 грудня 2009 1307nbsp;пуском з борту американської ПЧАРБ, USS Alaska (SSBN-732) в Атлантичному океані.
8 і 9 червня 2010 року з USS Maryland (SSBN-738) була виконана серія з 4 пусків, загальне число послідовних успішних запусків досягло 134.
| Перелік пусків за програмою льотних випробувань | Перелік пусків за програмою льотних випробувань | Перелік пусків за програмою льотних випробувань | Перелік пусків за програмою льотних випробувань | Перелік пусків за програмою льотних випробувань | Перелік пусків за програмою льотних випробувань |
| № запуску                                       | дата і час                                      | № ракети                                        | вид запуску                                     | місце запуску                                   | результат                                       |
| ----------------------------------------------- | ----------------------------------------------- | ----------------------------------------------- | ----------------------------------------------- | ----------------------------------------------- | ----------------------------------------------- |
| 1                                               | 15 січня 1987 а, 15:25                          | D5X-1                                           | R & D                                           | CC LC46                                         | успішний запуск                                 |
| 2                                               | 17 березня 1987, 17:25                          | D5X-2                                           | R & D                                           | CC LC46                                         | успішний запуск                                 |
| 3                                               | 30 квітня 1987, 20:44                           | D5X-3                                           | R & D                                           | CC LC46                                         | успішний запуск                                 |
| 4                                               | 12 червня 1987, 22:45                           | D5X-5                                           | R & D                                           | CC LC46                                         | успішний запуск                                 |
| 5                                               | 20 липня 1987, 20:45                            | D5X-6                                           | R & D                                           | CC LC46                                         | успішний запуск                                 |
| 6                                               | 8 вересня 1987, 22:01                           | D5X-4                                           | R & D                                           | CC LC46                                         | успішний запуск                                 |
| 7                                               | 6 жовтня 1987, 17:02                            | D5X-8                                           | R & D                                           | CC LC46                                         | частково успішний запуск                        |
| 8                                               | 11 грудня 1987, 13:26                           | D5X-10                                          | R & D                                           | CC LC46                                         | успішний запуск                                 |
| 9.                                              | 21 січня 1988 а, 10:08                          | D5X-9                                           | R & D                                           | CC LC46                                         | аварія                                          |
| 10                                              | 7 квітня 1988, 4:59                             | D5X-11                                          | R & D                                           | CC LC46                                         | успішний запуск                                 |
| 11                                              | 28 квітня 1988, 4:52                            | D5X-12                                          | R & D                                           | CC LC46                                         | успішний запуск                                 |
| 12                                              | 26 травня 1988, 02:07                           | D5X-7                                           | R & D                                           | CC LC46                                         | успішний запуск                                 |
| 13                                              | 7 липня 1988, 22:38                             | D5X-13                                          | R & D                                           | CC LC46                                         | аварія                                          |
| 14                                              | 27 серпня 1988, 20:04                           | D5X-14                                          | R & D                                           | CC LC46                                         | успішний запуск                                 |
| 15                                              | 19 вересня 1988, 17:44                          | D5X-15                                          | R & D                                           | CC LC46                                         | незаліковий                                     |
| 16                                              | 7 листопада 1988, 16:30                         | D5X-18                                          | R & D                                           | CC LC46                                         | успішний запуск                                 |
| 17                                              | 16 грудня 1988, 12:49                           | D5X-17                                          | R & D                                           | CC LC46                                         | успішний запуск                                 |
| {0                                              | 9 січня 1989 а 10:52                            | D5X-19                                          | R & D                                           | CC LC46                                         | успішний запуск                                 |
| 19                                              | 26 січня 1989, 9:07:00                          | D5X-20                                          | R & D                                           | CC LC46                                         | успішний запуск                                 |
| 20                                              | 21 березня 1989, 16:20                          | PEM-1                                           | PEM                                             | SSBN 734                                        | аварія                                          |
| 21                                              | 2 серпня 1989, 15:00:03                         | PEM-2                                           | PEM                                             | SSBN 734                                        | успішний запуск                                 |
| 22                                              | 15 серпня 1989, 21:10:00                        | PEM-4                                           | PEM                                             | SSBN 734                                        | аварія                                          |
| 23                                              | 4 грудня 1989, 15:40:03                         | PEM-5                                           | PEM                                             | SSBN 734                                        | успішний запуск                                 |
| 24                                              | 13 грудня 1989, 14:15:03                        | PEM-11                                          | PEM                                             | SSBN 734                                        | успішний запуск                                 |
| 25                                              | 15 грудня 1989,                                 | PEM-3                                           | PEM                                             | SSBN 734                                        | успішний запуск                                 |
| 26                                              | 15 січня 1990 а 16:45:07                        | PEM-7                                           | PEM                                             | SSBN 734                                        | успішний запуск                                 |
| 27                                              | 16 січня 1990, 16:00:03                         | PEM-6                                           | PEM                                             | SSBN 734                                        | успішний запуск                                 |
| 28                                              | 12 лютого 1990, 14:10 (?)                       | PEM-8                                           | PEM                                             | SSBN 734                                        | успішний запуск                                 |

## Виробництво та модернізації
У рамках початкового контракту фірмою Lockheed Martin з 1989 по 2007 рік були поставлені 425 ракет «Трайдент II» для ВМС США. Ще 58 ракет були поставлені ВМС Великої Британії .
У джерелах вказується різна вартість. Називаються цифри 29,1 мільйона доларів. 2006 року говорилося про вартість однієї ракети 30 900 000 доларів. 2009 року називалася цифра 49 мільйонів доларів. Згідно оприлюдненої інформації на офіційному сайті ВМС США, станом на вересень 2021 року, ціна однієї ракети Trident II (D5) становить 30,9 мільйонів доларів.
Life Extension Program (LEP).
З 2007 року здійснюється програма продовження терміну експлуатації ракет (англ. Life Extension Program, LEP). Необхідність проведення даної програми викликана тим, що після програми LEP проведеної для ПЧАРБ типу «Огайо» їх термін експлуатації збільшився з 30 до 45 років. В рамках програми LEP для ракет «Трайдент II» заплановано в тому числі здійснити замовлення додаткових 115 ракет, що збільшить загальний обсяг закупівель до 540 ракет. Програма LEP включає в себе ряд підпроєктів. Вони включають в себе роботи з заміни двигунів, ІНС, компонентів електроніки ракет і робіт з модифікації бойових блоків.
При цьому програма поставки 108 ракет в 2008—2012 роках оцінюється в 15 мільярдів доларів. Що в розрахунку на одну ракету дає вартість 139 мільйонів доларів.
Остання партія ІНС Mk6 була замовлена в рамках бюджету 2001 фінансового року. Поновлення її виробництва визнано нерентабельним. Крім того, спроби інтегрування сучасної електроніки у виріб засноване на технологіях 20-річної давності буде неефективним і пов'язано з високими технічними ризиками. Тому ухвалене рішення розробляти ІНС наступного покоління — Next Generation Guidance (NGG).
В рамках даної програми виділено ряд ключових технологій вимагають додаткових інвестицій — розробка датчиків, радіаційно-стійкої електроніки, які будуть здійснюватися в рамках спільної програми ПС і ВМС. Усього в 2004 році в рамках спільних науково-дослідницьких розробок були запущені чотири стратегічні програми досліджень :
- Reentry System Applications Program (RSAP) — технології для застосування на бойових блоках;
- Strategic Guidance Applications Program (GAP) — технології необхідні для створення ІНС нового покоління;
- Strategic Propulsion Applications Program (SPAP) — технології в області ракетних двигунів і їх палив;
- Radiation Hardened Applications Program (RHAP) — створення радіаційно-стійкої електроніки.

Ведуться також роботи по модернізації та створенню нових типів бойових блоків для ракет «Трайдент II». Крім програм з продовження термінів експлуатації ББ W76 (англ. Life Extension Program, LEP) існує ряд програм зі створення нових бойових блоків.
Enhanced Effectiveness (E2) — програма з різкого збільшення точності боєголовок W76 в рамках програми продовження терміну експлуатації. Бойовий блок W76 пропонувалося оснастити GPS приймачем, спрощеної ІНС і управлінням за допомогою закрилків (англ. flap steering system). Це дозволило б коректувати траєкторію бойового блоку під час проходження щільних шарів атмосфери. Але при цьому розміри і маса модернізованого блоку виходили більше ніж у W88. Програма була розрахована на три роки. ВМС США запитували кошти на початок розробок в бюджеті 2003 року. Однак ця ініціатива була відхилена Конгресом. Відтоді ВМС більше не запитував виділення коштів на цю програму і вона була заморожена .
Conventional TRIDENT Modification (CTM) — програма ВМС США — по створенню неядерного варіанти ракети «Трайдент II» (так званий конвенціональний «Трайдент»). Цей варіант запропонований ВМС США в рамках програми Пентагону по створенню зброї швидкого реагування(англ. Prompt Global Strike). Основною вимогою програми Prompt Global Strike є створення збройного комплексу, здатного завдати удар по будь-якій точці земної кулі протягом 1 години після відданого наказу. В рамках цієї програми ПС розробляють гіперзвукову ракету X-51. ВМС США запропонували замінити на кожній з ПЧАРБ типу «Огайо» дві ракети з ядерними бойовими зарядами на ракети зі звичайними бойовими частинами. Подробиці цієї програми не розголошуються, але за повідомленнями деяких джерел ця програма є продовженням програми Enhanced Effectiveness. У перспективі ВМС сподівається за допомогою модернізованого бойового блоку, з корекцією на атмосферному ділянці за даними GPS, отримати КІВ близько 9 метрів (30 футів).
ВМС запитували на цю програму в 2007 і 2008 фінансовому році 200 мільйонів доларів. Однак Конгрес не виділив фінансування , мотивувавши відмову тим, що ВМС необхідно провести ряд досліджень:
- описати сценарії подій, при яких будуть використовуватися дані ракети і розглянути можливості використання альтернатив;
- визначити механізми передачі наказу на пуск звичайних ракет і оцінити підвищення ризиків несанкціонованого запуску ракет з ядерними боєголовками;
- оцінити можливості початку ядерної війни, у зв'язку з ризиками розпізнавання системами попередження про ядерний напад Росії та Китаю запусків конвенціональних ракет як нанесення США ядерного удару. Запропонувати способи зменшення цих ризиків;
- оцінити перспективи створення Росією і Китаєм аналогічних систем. Запропонувати способи розрізнення пусків таких ракет від пусків ракет з ядерними бойовими зарядами[43] .

Створена комісія 15 березня 2008 року надала Сенату свої висновки. Комісія рекомендувала продовжити роботи по програмі CTM, оскільки найближчі альтернативні варіанти не очікуються раніше 2015 року та їх розробка пов'язана з високими технічними ризиками. Однак, запит ВМС про виділення 43 мільйонів доларів в 2009 фінансовому році також був відхилений Конгресом. Попри це, ВМС і «Локхід Мартін» заявили про намір провести в серпні 2009 року випробувальний тест «Life Extension Test Bed-2» (LETB-2). Під час цього пуску повинна бути протестована ракета модернізована за програмою LEP і випробувані модернізовані бойові блоки Mk4, пропоновані фірмою «Локхід Мартін» для конвенціонального «Трайдент».
D5LE2 (D5 Life Extension Program 2) — оновлена програма продовження терміну експлуатації ракет, розроблена на основі попередньої LEP. Віцеадмірал ВМС США Джонні Вульф, відповідальний за закупівлю систем озброєння для підводних човнів, зазначив у 2020 році, що він розпочав дослідження для застосування досвіду програми D5LE з метою продовження терміну служби ракет «Трайдент II» до 2084 року. Вульф сказав, що очікує розгортання перших ракет D5LE2 на борту дев'ятого підводного човна типу «Колумбія» до 2039 фінансового року.
| Хронологія закупівель та пусків ракет «Трайдент II» | Хронологія закупівель та пусків ракет «Трайдент II» | Хронологія закупівель та пусків ракет «Трайдент II» | Хронологія закупівель та пусків ракет «Трайдент II» | Хронологія закупівель та пусків ракет «Трайдент II» | Хронологія закупівель та пусків ракет «Трайдент II» | Хронологія закупівель та пусків ракет «Трайдент II» |
| Рік                                                 | США                                                 | США                                                 | США                                                 | Британія                                            | Британія                                            | Британія                                            |
| Рік                                                 | закупівлі, млн $                                    | закупівлі, шт.                                      | пуски, шт.                                          | закупівлі, млн £                                    | закупівлі, шт.                                      | пуски, шт.                                          |
| --------------------------------------------------- | --------------------------------------------------- | --------------------------------------------------- | --------------------------------------------------- | --------------------------------------------------- | --------------------------------------------------- | --------------------------------------------------- |
| 1987                                                | 1314                                                | 21                                                  | 8                                                   |                                                     |                                                     |                                                     |
| 1988                                                | 2003                                                | 66                                                  | 9.                                                  |                                                     |                                                     |                                                     |
| 1989                                                | 1849                                                | 66                                                  | 8                                                   |                                                     |                                                     |                                                     |
| 1990                                                | 1335                                                | 41                                                  | 11                                                  |                                                     | 3                                                   |                                                     |
| 1991                                                | 1464                                                | 52                                                  | 11                                                  |                                                     |                                                     |                                                     |
| 1992                                                | 1001                                                | 28                                                  | 22                                                  |                                                     | 23                                                  |                                                     |
| 1993                                                | 872                                                 | 21                                                  | 4                                                   |                                                     | {0                                                  |                                                     |
| 1994                                                | 1131                                                | 24                                                  | 5                                                   |                                                     |                                                     | 2                                                   |
| 1995                                                | 721                                                 | {0                                                  | 5                                                   |                                                     |                                                     | 2                                                   |
| 1996                                                |                                                     | 6                                                   | 6                                                   |                                                     |                                                     |                                                     |
| 1997                                                | 313                                                 | 7                                                   | 4                                                   |                                                     | 7                                                   | 2                                                   |
| 1998                                                | 266,6                                               | 5                                                   | 4                                                   |                                                     | 7                                                   |                                                     |
| 1999                                                | 310,3                                               | 5                                                   | 6                                                   |                                                     |                                                     |                                                     |
| 2005                                                | 487,1                                               | 12                                                  | 2                                                   |                                                     |                                                     | 1                                                   |
| 2006                                                | 417,2                                               | 12                                                  | 4                                                   |                                                     |                                                     |                                                     |
| 2007                                                | 534,9                                               | 12                                                  | 6                                                   |                                                     |                                                     |                                                     |
| 2003                                                | 573                                                 | 12                                                  | 4                                                   |                                                     |                                                     |                                                     |
| 2009                                                | 640,3                                               | 12                                                  | 4                                                   |                                                     |                                                     |                                                     |
| 2010                                                | 715,3                                               | 5                                                   | 4                                                   |                                                     |                                                     | 1                                                   |
| 2006                                                | 905,2                                               | 0                                                   | 4                                                   |                                                     |                                                     |                                                     |
| 2007                                                | 915,9                                               | 0                                                   | 3                                                   |                                                     |                                                     |                                                     |
| 2008                                                | 1042,2                                              | 12                                                  | 4                                                   |                                                     |                                                     |                                                     |
| 2009                                                | 1085                                                | 24                                                  | 4                                                   |                                                     |                                                     | 1                                                   |
| 2010                                                | 1060,5                                              | 24                                                  |                                                     |                                                     |                                                     |                                                     |
| 2011                                                |                                                     |                                                     | 1                                                   |                                                     |                                                     |                                                     |
| Всього:                                             |                                                     | 485                                                 | 143                                                 |                                                     | 58                                                  | 9.                                                  |

## Експлуатація ракет і поточний стан

### ВМС США
Носіями ракет у ВМС США є підводні човни типу «Огайо», кожен з яких озброєний 24 ракетами. Станом на 2009 рік ВМС США мають 14 човни цього типу. Ракети встановлюють в шахти ПЧАРБ при виході на бойове чергування. Після повернення з бойового чергування ракети вивантажують з човна і переміщають в спеціальне сховище. Сховищами ракет обладнані тільки ВМБ Бангор і Кінгс-Бей. Під час перебування ракет у сховищі на них проводяться роботи з технічного обслуговування.
Пуски ракет здійснюють в процесі тестових випробувань. Тестові випробування проводять переважно в двох випадках. Після істотних модернізацій і для підтвердження боєздатності пуски ракет здійснюють у випробувальних і дослідницьких цілях(англ. Research and Development Test). Також в рамках приймально-здавальних випробувань при прийнятті на озброєння і після капітального ремонту кожна ПЧАРБ виконує контрольно-тестовий запуск ракет(англ. Demonstration and Shakedown Operation, DASO).
За планами в 2010—2020 два човни будуть перебувати на капітальному ремонті з перезарядженням реактора. Станом на 2009 рік КОН човнів типу «Огайо» становить 0.6, тому в середньому на бойовому чергуванні перебуватимуть 8 човнів і в постійній готовності до запуску знаходитися 192 ракети.
Договором СНО-II передбачалася розвантаження «Трайдент-2» з 8 до 5 бойових зарядів і обмеження числа ПЧАРБ 14 одиницями. Але в 1997 році виконання цього договору було заблоковано Конгресом за допомогою спеціального закону.
8 квітня 2010 президентами Росії і США був підписаний новий договір щодо обмеження стратегічних наступальних озброєнь — СНО-III. За положенням договору обмежено загальне число розгорнутих ядерних бойових зарядів 1550 одиницями для кожної із сторін. Загальна кількість розгорнутих міжконтинентальних балістичних ракет, балістичних ракет підводних човнів і стратегічних бомбардувальників-ракетоносіїв для Росії і США не повинно перевищувати 700 одиниць, і ще 100 носіїв можуть бути в резерві, в нерозгорнутому стані. Під дію цього договору потрапляють і ракети «Трайдент-2». Станом на 1 липня 2009 року США мали в своєму розпорядженні 851 носії і частина з них повинна бути скорочена. Плани США досі не оголошені, тому чи торкнеться скорочення «Трайдент-2», достеменно невідомо. Обговорюється питання скорочення кількості підводних човнів типу «Огайо» з 14 до 12 при збереженні загальної кількості розгорнутих на них боєголовок.
| Розгортання ракет «Трайдент-2» у ВМС США і боєголовок на них за роками | Розгортання ракет «Трайдент-2» у ВМС США і боєголовок на них за роками | Розгортання ракет «Трайдент-2» у ВМС США і боєголовок на них за роками | Розгортання ракет «Трайдент-2» у ВМС США і боєголовок на них за роками | Розгортання ракет «Трайдент-2» у ВМС США і боєголовок на них за роками | Розгортання ракет «Трайдент-2» у ВМС США і боєголовок на них за роками | Розгортання ракет «Трайдент-2» у ВМС США і боєголовок на них за роками | Розгортання ракет «Трайдент-2» у ВМС США і боєголовок на них за роками | Розгортання ракет «Трайдент-2» у ВМС США і боєголовок на них за роками | Розгортання ракет «Трайдент-2» у ВМС США і боєголовок на них за роками | Розгортання ракет «Трайдент-2» у ВМС США і боєголовок на них за роками | Розгортання ракет «Трайдент-2» у ВМС США і боєголовок на них за роками | Розгортання ракет «Трайдент-2» у ВМС США і боєголовок на них за роками | Розгортання ракет «Трайдент-2» у ВМС США і боєголовок на них за роками |
| Дата                                                                   | Кількість ПЧАРБ                                                        | Кількість розгорнутих ракет                                            | Боєголовки W88/Mk-5A                                                   | Боєголовки W88/Mk-5A                                                   | Боєголовки W76/Mk-4                                                    | Боєголовки W76/Mk-4                                                    | Боєголовки W76-1/Mk-4A                                                 | Боєголовки W76-1/Mk-4A                                                 | Всього ББ на «Трайдент-2»                                              | Всього боєголовок МСЯС                                                 | Всього боєголовок МСЯС                                                 | Всього боєголовок СЯС США                                              | Всього боєголовок СЯС США                                              |
| Дата                                                                   | Кількість ПЧАРБ                                                        | Кількість розгорнутих ракет                                            | Кількість ББ на одній ракеті                                           | Всього боєголовок                                                      | Кількість ББ на одній ракеті                                           | Всього боєголовок                                                      | Кількість ББ на одній ракеті                                           | Всього боєголовок                                                      | Всього ББ на «Трайдент-2»                                              | боєголовок МСЯС всього                                                 | частка «Трайдент-2» в МСЯС,%                                           | Кількість                                                              | Частка «Трайдент-2» в СЯС,%                                            |
| ---------------------------------------------------------------------- | ---------------------------------------------------------------------- | ---------------------------------------------------------------------- | ---------------------------------------------------------------------- | ---------------------------------------------------------------------- | ---------------------------------------------------------------------- | ---------------------------------------------------------------------- | ---------------------------------------------------------------------- | ---------------------------------------------------------------------- | ---------------------------------------------------------------------- | ---------------------------------------------------------------------- | ---------------------------------------------------------------------- | ---------------------------------------------------------------------- | ---------------------------------------------------------------------- |
| 1 січня 1991                                                           | 2                                                                      | 48                                                                     |                                                                        | 384                                                                    |                                                                        |                                                                        |                                                                        |                                                                        | 384                                                                    | 5216                                                                   | 7,36                                                                   | 11966                                                                  | 3,21                                                                   |
| 1 січня 1992                                                           | 4                                                                      | 96                                                                     | 8                                                                      | 400                                                                    | 8                                                                      | 0                                                                      |                                                                        |                                                                        | 400                                                                    | 3472                                                                   | 11,52                                                                  | 8772                                                                   | 4,56                                                                   |
| 1 січня 1993                                                           | 5                                                                      | 120                                                                    | 8                                                                      | 400                                                                    | 8                                                                      | 560                                                                    |                                                                        |                                                                        | 960                                                                    | 3520                                                                   | 27,27                                                                  | 8420                                                                   | 11,40                                                                  |
| 1 січня 1994                                                           | 6                                                                      | 144                                                                    | 8                                                                      | 400                                                                    | 8                                                                      | 752                                                                    |                                                                        |                                                                        | 1152                                                                   | 3072                                                                   | 37,50                                                                  | 7872                                                                   | 14,63                                                                  |
| 1 січня 1995                                                           | 7                                                                      | 168                                                                    | 8                                                                      | 400                                                                    | 8                                                                      | 944                                                                    |                                                                        |                                                                        | 1344                                                                   | 2880                                                                   | 46,67                                                                  | 7770                                                                   | 17,30                                                                  |
| 1 січня 1996                                                           | 8                                                                      | 192                                                                    | 8                                                                      | 384                                                                    | 8                                                                      | 1152                                                                   |                                                                        |                                                                        | 1536                                                                   | 3072                                                                   | 50,00                                                                  | 7947                                                                   | 19,33                                                                  |
| 1 січня 1997                                                           | 9.                                                                     | 240                                                                    | 8                                                                      | 384                                                                    | 8                                                                      | 1344                                                                   |                                                                        |                                                                        | 1728                                                                   | 3264                                                                   | 52,94                                                                  | 7139                                                                   | 24,21                                                                  |
| 1 січня 1998                                                           | 10                                                                     | 240                                                                    | 8                                                                      | 384                                                                    | 8                                                                      | 1536                                                                   |                                                                        |                                                                        | 1920                                                                   | 3456                                                                   | 55,56                                                                  | 7256                                                                   | 26,46                                                                  |
| 1 січня 1999                                                           | 10                                                                     | 240                                                                    | 8                                                                      | 384                                                                    | 8                                                                      | 1536                                                                   |                                                                        |                                                                        | 1920                                                                   | 3456                                                                   | 55,56                                                                  | 7206                                                                   | 26,64                                                                  |
| 1 січня 2000                                                           | 10                                                                     | 216?                                                                   | 8                                                                      | 384                                                                    | 8                                                                      | 1536                                                                   |                                                                        |                                                                        | 1920                                                                   | 3456                                                                   | 55,56                                                                  | 7206                                                                   | 26,64                                                                  |
| 1 січня 2001                                                           | 10                                                                     | 240                                                                    | 8                                                                      | 384                                                                    | 8                                                                      | 1536                                                                   |                                                                        |                                                                        | 1920                                                                   | 3456                                                                   | 55,56                                                                  | 7206                                                                   | 26,64                                                                  |
| 1 січня 2002                                                           | 11                                                                     | 264                                                                    | 8                                                                      | 384                                                                    | 8                                                                      | 1728                                                                   |                                                                        |                                                                        | 2112                                                                   | 3120                                                                   | 67,69                                                                  | 6480                                                                   | 32,59                                                                  |
| 1 січня 2003                                                           |                                                                        |                                                                        |                                                                        |                                                                        |                                                                        |                                                                        |                                                                        |                                                                        |                                                                        |                                                                        |                                                                        |                                                                        |                                                                        |
| 1 січня 2004                                                           | 12                                                                     | 288                                                                    | 8                                                                      | 384                                                                    | 8                                                                      | 1920                                                                   |                                                                        |                                                                        | 2304                                                                   | 2736                                                                   | 84,21                                                                  | 5886                                                                   | 39,14                                                                  |
| 1 січня 2005                                                           | 12                                                                     | 288                                                                    | 6                                                                      | 384                                                                    | 6                                                                      | 1344                                                                   |                                                                        |                                                                        | 1728                                                                   | 2016                                                                   | 85,71                                                                  | 4216                                                                   | 40,99                                                                  |
| 1 січня 2006                                                           | 14                                                                     | 336                                                                    | 6                                                                      | 384                                                                    | 6                                                                      | 1632                                                                   |                                                                        |                                                                        | 2016                                                                   | 2016                                                                   | 100,00                                                                 | 5021                                                                   | 40,15                                                                  |
| 1 січня 2007                                                           | 14                                                                     | 336                                                                    | 6                                                                      | 384                                                                    | 6                                                                      | 1632                                                                   |                                                                        |                                                                        | 2016                                                                   | 2016                                                                   | 100,00                                                                 | 5021                                                                   | 40,15                                                                  |
| 1 січня 2008                                                           | 14                                                                     | 288                                                                    | 6                                                                      | 384                                                                    | 6                                                                      | 1344                                                                   |                                                                        |                                                                        | 1728                                                                   | 1728                                                                   | 100,00                                                                 | 4075                                                                   | 42,40                                                                  |
| 1 січня 2009                                                           | 14                                                                     | 288                                                                    | 4-6                                                                    | 384                                                                    | 4-6                                                                    | 718                                                                    | 4-6                                                                    | 50                                                                     | 1152                                                                   | 1152                                                                   | 100,00                                                                 | 2202                                                                   | 52,32                                                                  |
| 1 січня 2010                                                           | 14                                                                     | 288                                                                    | 4                                                                      | 384                                                                    | 4                                                                      | 568                                                                    | 4                                                                      | 200                                                                    | 1152                                                                   | 1152                                                                   | 100,00                                                                 | 2202                                                                   | 52,32                                                                  |

У вересні 2021 року успішно проведені планові випробування балістичних ракет Trident II D5LE над Атлантичним океаном. Пуск двох ракет здійснив атомний підводний човен USS Wyoming (SSBN-742) типу «Огайо». Випробування відбулися біля берегів Флориди.

### ВМС Великої Британії
Носіями ракет у ВМС Великої Британії станом на 2009 рік є чотири підводних човни типу «Венгард». Кожен з підводних човнів озброєний 16 ракетами. ПЧАРБ на відміну від американських комплектуються тільки одним екіпажем і експлуатуються з набагато меншим КОН. Зазвичай на чергуванні знаходиться лише один човен.
В 2007 році стало відомо, що ядерні боєголовки та ядерна зброя в арсеналі Великої Британії не має ланцюга дозволів (англ. Permissive Action Link). Тобто, для переведення атомних бомб в бойове положення слід було лише вставити ключ у не надто складний замок. Однак, всі атомні бомби були зняті з озброєння до 1998 року. Пуск ракет з підводних човнів можливо здійснити силами самого екіпажу, без отримання будь-яких кодів чи ключів від командування вищого рівня. Тому військова дисципліна критично важлива для запобігання несанкційованим пускам.
Балістичні ракети Trident з ядерними боєголовками перебувають під повним контролем уряду Великої Британії (рішення про пуск ухвалюється прем'єр-міністром), та жодним чином не залежать від Сполучених Штатів, в тому числі від системи супутникової навігації GPS, оскільки покладається на орієнтування за зірками та інерціальну систему наведення.
Обслуговування британських ракет відбувається спільно зі Сполученими Штатами на американській військово-морській базі в Кінгс-бей, штат Джорджія. В такий спосіб Велика Британія заощаджує кошти, однак не втрачає контроль над розгорнутими ракетами.
| Човен                  | Спущений на воду | Заступив на службу | Trident II  |
| ---------------------- | ---------------- | ------------------ | ----------- |
| HMS «Vanguard» (S28)   | 4 березня 1992   | 14 серпня 1993     | 1994 — нині |
| HMS «Victorious» (S29) | 29 вересня 1993  | 7 січня 1995       | 1995 — нині |
| HMS «Vigilant» (S30)   | 14 жовтня 1995   | 2 листопада 1996   | 1998 — нині |
| HMS «Vengeance» (S31)  | 19 вересня 1998  | 27 листопада 1999  | 2001 — нині |

Після завершення ремонту в грудні 2015 року HMS «Vengeance» та з січня 2016 до червня 2016 проходила планові випробування перед поверненням до служби.
В червні 2016 року відбувались випробувальні пуски неозброєних ракет Trident II D5 по полігону на території Сполучених Штатів.
Внаслідок незначного збою в системі телеметрії, в підсистемі визначення відстаней, система керування вирішила штатно достроково припинити політ та відвела ракету в океан.
Однак цей інцидент не завадив HMS «Vengeance» пройти сертифікацію та повернутись на чергування. Дещо згодом підводний човен ВМС США здійснив чотири успішних пуски поспіль під час випробувань FCET-53, чим підтвердив високу надійність та готовність Trident II до застосування.
В січні 2024 року відбувся другий поспіль невдалий випробувальний пуск ракети Trident II. Невдалий пуск ракети проводився з борта ПЧАРБ HMS «Vanguard», де під час випробувань був присутній міністр оборони Британії Грант Шаппс. Ракета стартувала штатно, однак після виходу з шахти й з-під води стався збій, і ракета впала поблизу місця старту. Вона мала пролетіти кілька тисяч кілометрів і безпечно впасти в Атлантиці між Бразилією та Західною Африкою.

## Тактико-технічні характеристики
| Характеристика                       | UGM-133A Трайдент II (D5)                                              |
| Основні характеристики               | Основні характеристики                                                 |
| ------------------------------------ | ---------------------------------------------------------------------- |
| Кількість ступенів                   | 3                                                                      |
| Тип двигунів                         | РДТП                                                                   |
| Довжина, м                           | 13,42                                                                  |
| Діаметр, м                           | 2,11                                                                   |
| Максимальна злітна маса, кг          | 59078                                                                  |
| Максимальна вага, що закидається, кг | 2800                                                                   |
| Максимальна дальність, км            | 12000                                                                  |
| Тип системи наведення                | інерційна + астрокорекції + GPS                                        |
| КІВ, м                               | 90 з GPS 120 з астрокорекцією                                          |
| Бойова частина                       | термоядерна                                                            |
| Тип ГЧ                               | Роздільна головна частина з блоками індивідуального наведення (РГЧ ІН) |
| Кількість бойових блоків             | до 8 W88 (475 кт) або до 14 W76 (100 кт)                               |
| Базування                            | ПЧАРБ типів США «Огайо» Велика Британія «Венгард»                      |
| Історія запусків                     |                                                                        |
| Усього запусків                      | 215                                                                    |
| З них успішних                       | 191 (134 поспіль)                                                      |
| З них невдалих                       | 8 (коеф. відмов 3,7 %)                                                 |
| З них частково невдалих              | 1                                                                      |
| Перший запуск                        | 15 січня 1987                                                          |
| Останній запуск                      | січень 2024                                                            |

## Оцінка проєкту
Розгортання ракетоносіями США з ракетами «Трайдент II» дозволило вийти морським стратегічним ядерним силам США на новий якісний рівень. Міжконтинентальна дальність ракет «Трайдент I» і «Трайдент II» дозволила здійснювати бойове патрулювання ПЧАРБ США в районах, що безпосередньо прилягають до території США. Це з одного боку підвищило бойову стійкість підводних ракетоносіїв, а з іншого боку дозволило відмовитися від використання передових пунктів базування за кордоном .
Балістичні ракети підводних човнів, аналогічні ракети «Трайдент II», створені тільки чотирма країнами — США, Росією, Францією та Китаєм. Створена ще в СРСР модернізована ракета третього покоління Р-29РМ на рідкому паливі при меншій стартовій масі має подібну дальність і масу закидання. За відстанню і вагою, що закидається, «Трайдент II» мала перевершити твердопаливна ракета Р-39УТТХ «Барк», але через розвал СРСР вона не була завершена. При цьому точність радянської ракети третього покоління як і американської ракети третього покоління «Трайдент I» вчетверо гірше, ніж у ракети четвертого покоління «Трайдент II». Найближчим аналогом за тактико-технічними характеристикам є прийнята на озброєння в Росії в 2007 році модифікація ракети Р-29РМ — Р-29РМУ2 «Синева». Вона має подібну вагу закидання та максимальною дальністю стрільби, маючи меншу вагу. Але, згідно з опублікованими даними, вона також не має точність «Трайдент II». Справа в тому, що точність визначає і номенклатуру цілей ракет. Можливість ураження цілі визначається надлишковим тиском, створюваним ударною хвилею при наземному вибуху боєголовки. Для поразки захищеної цілі необхідне створення надлишкового тиску близько 100 атмосфер, а для високозахищених цілей типу шахти Р-36М2 — 200 атмосфер. Якщо проаналізувати значення надлишкового тиску для БРПЧ США, які досягаються на відстанях, рівних КІВ (ймовірність влучання 50 %) і на відстанях, рівних 1,82 КІВ (ймовірність влучання 90 %):
| Радіус і ймовірність влучання | Надлишковий тиск, атм | Надлишковий тиск, атм | Надлишковий тиск, атм | Надлишковий тиск, атм |
| Радіус і ймовірність влучання | Poseidon              | Trident I             | Trident II            | Trident II            |
| Радіус і ймовірність влучання | W68                   | W76                   | W76                   | W88                   |
| ----------------------------- | --------------------- | --------------------- | --------------------- | --------------------- |
| 1 КІВ (50 %)                  | 4,9-3,2               | 16,7-6                | 385                   | 1750                  |
| 1,82 КІВ (90 %)               | 1,25-0,9              | 3,7-1,55              | 70                    | 307                   |

То стає очевидно, що «Трайдент II» єдина з створених балістичних ракет підводних човнів здатна з високою точністю вражати захищені шахти міжконтинентальних балістичних ракет і захищені командні пункти. Високі контрсилові можливості «Трайдент II» в умовах уразливості російських СЯС (тільки мала частина ґрунтових комплексів і РПКСН знаходиться на маршрутах патрулювання) надають США більшу свободу у виборі форми бойових дій для забезпечення ядерного стримування.
Характеристики створених нині[коли?] Китаєм і Францією балістичних ракет не досягають рівня ракет Р-29РМ і «Трайдент-2». Ракета M51, розробка якої триває у Франції, за своїми характеристиками наближається до «Трайдент-2», проте показники точності та потужності боєголовок так і не будуть досягнуті. Нова БРПЧ Р-30 «Булава», що нині розробляється в Росії, матиме набагато меншу вагу, що закидається (1150 кг проти 2800 у «Трайдент-2»).
Висока надійність комплексу підтверджена найтривалішою безперервною безаварійною серією запусків. З 4 грудня 1989 року по 19 грудня 2009 зроблено 130 успішних запусків. Висока ефективність і порівняно мала вартість утримання ПЧАРБ озброєних ракетами «Трайдент-2» привела до того, що морські стратегічні сили посідають лави лідерів в ядерній тріаді США і станом на 2007 рік забезпечують розгортання 2116 із загальної кількості в 3492 боєзарядів, що становить 60 %. Згідно з планами Пентагону високі характеристики надійності, бойової ефективності ракет «Трайдент-2» і проводяться заходи з продовження їх ресурсу дозволять експлуатувати їх до 2042 року. Імовірно до 2030 року США необхідно буде розробити нову БРПЧ, яка приблизно буде називатися Trident E-6.

## Виноски
1. ↑   Радіолокаційні системи дають в аналогічних умовах похибку порядку 1,7 м.
2. ↑   1980-і — час проведення випробувань. «Рендж Сентінел» (T-AGM-22) списаний у 1997 році.
3. ↑   Після виходу з коридору безпеки ракета була ліквідована за сигналом із землі.
4. ↑   По всій видимості 15 мільярдів доларів — це загальна сума виділяється на статтю «закупівлі озброєння», по якій проходить також модернізація ракет за програмою LEP. Тому віднесення цієї суми до кількості закуповуваних ракет не зовсім коректно.
5. ↑   Для даних по закупкам США — фінансовий рік. Для пусків і даних по Великій Британії — календарний рік.
6. ↑   У цінах поточного фінансового року, суми включають в себе закупівлю ракет і запчастин до них.
7. ↑   Кількість замовлених ракет, з урахуванням тривалості циклу виробництва ці ракети потрапляють до замовника в середньому через два роки.
8. ↑   Ракета була ліквідована за сигналом з землі через вихід за межі коридору безпеки.